# 12820 Robinwilliams
12820 Robinwilliams este o planetă minoră (asteroid), cu un diametru de 6,385 km, din centura de asteroizi. A fost descoperită pe 11 mai 1996 la Observatorul Național Kitt Peak de Spacewatch și a fost numită după Robin Williams. 
Obiectul prezintă o orbită caracterizată de o semiaxă mare de 2,9284327 UAi, o excentricitate de 0,05, o înclinație de 2,96377 ° în raport cu ecliptica.